# Sylvan (Illinois)
Pour les articles homonymes, voir Sylvan.
Sylvan est une ancienne communauté, devenue une ville fantôme, du comté de Cass en Illinois, aux États-Unis. Elle est située dans le township de Panther Creek, au sud-ouest de Newmansville (en).
Peuplée au XIXe siècle, par des migrants irlandais, de nos jours il n'en reste plus que de vieilles fermes et un cimetière.

## Source de la traduction
- (en) Cet article est partiellement ou en totalité issu de l’article de Wikipédia en anglais intitulé « Sylvan, Illinois » (voir la liste des auteurs).